# 국민신당 (일본)
국민신당(일본어: 国民新党 고쿠민신토[*], 영어: People's New Party)은 2005년부터 2013년까지 존재했던 일본의 옛 정당이다. 2005년 8월에 우정본부 민영화 문제가 불거지자 자유민주당 출신의 와타누키 다미스케, 가메이 시즈카 등을 중심으로 하는 일련의 파벌이 독립해 결성되었다. 2009년 9월부터 민주당, 사회민주당과 함께 연립 내각을 구성해왔으며, 사회민주당이 이탈한 뒤에도 2012년 12월 26일까지 민주당과 연정을 유지해왔다. 경제적으로는 시장원리주의를 반대하고 공공투자의 확대를 주장하는 반면, 정치적으로는 외국인 참정권 인정과 아내가 남편의 성씨를 따르는 제도의 폐지에 대해서는 반대하는 중도 보수 노선을 유지해왔다. 그러나 2013년 3월 21일에 정당 대표인 지미 쇼자부로에 기해 정당을 해산한다고 밝혔다.

## 같이 보기
- 자유민주당 (일본)